# El candidato honesto
El candidato honesto es una película de comedia mexicana estrenada en 2024 dirigida por Luis Felipe Ybarra. Está protagonizada por Teresa Ruiz, Mariana Seoane y Adrian Uribe.

## Trama
Tona alguna vez fue un líder con ideales, pero con el tiempo se convirtió en un político corrupto. Ahora que es candidato a la presidencia y está a un paso de ganar las elecciones, sufre el hechizo de su abuela que le impide hacer nada deshonesto. ¿Cómo podrá ganar las elecciones si no puede decir mentiras? ¿Cuál será su futuro como político si está obligado a decir siempre la verdad?.

## Reparto
- Teresa Ruiz como Diana
- Mariana Seoane como Bella
- Adrian Uribe como Tonatiuh Pérez Prieto
- Luisa Huertas como Abue Toña Pérez Prieto
- Daniel Tovar como Uruchurtu
- Ricardo Fastlicht como Diputado PEC Verde
- Coral de la Vega como Julia
- Paola Ramones como Valeria Pérez
- Ricardo Lozano como Agente Federal 'Lazcano'